# 대한민국 제16대 대통령 선거 울산광역시
이 문서는 대한민국 제16대 대통령 선거의 울산광역시 지역 개표 결과이다.

## 개표 결과

### 중구
|  | 57.72% |

|  | 31.54% |

|  | 10.19% |

|  | 0.26% |

|  | 0.14% |

|  | 0.12% |

### 남구
|  | 58.86% |

|  | 32.38% |

|  | 8.39% |

|  | 0.15% |

|  | 0.12% |

|  | 0.07% |

### 동구
|  | 47.90% |

|  | 36.47% |

|  | 15.15% |

|  | 0.20% |

|  | 0.15% |

|  | 0.10% |

### 북구
|  | 43.20% |

|  | 34.25% |

|  | 22.15% |

|  | 0.14% |

|  | 0.11% |

|  | 0.11% |

### 울주군
|  | 58.97% |

|  | 33.12% |

|  | 7.42% |

|  | 0.21% |

|  | 0.16% |

|  | 0.09% |

## 전체 결과
|  | 52.87% |

|  | 35.27% |

|  | 11.41% |

|  | 0.19% |

|  | 0.14% |

|  | 0.09% |

한나라당 이회창 후보가 52.87%의 득표율을 기록하면서 울산광역시에서 승리를 거두었다. 지난 대선에 이어서 이회창 후보는 울산에서 2연승을 거두었다.
새천년민주당 노무현 후보는 35.27%의 득표율로 2위를 차지했다. 이는 지난 대선에서 김대중 후보가 거두었던 15%에 비해 20%p가량 상승한 수치이며 영남 지역에서 유일하게 노무현 후보가 30% 이상의 득표율을 기록한 지역이 되었다.
민주노동당 권영길 후보는 11.41%의 득표율을 기록하면서 3위를 차지했다. 울산광역시는 이번 대선에서 권영길 후보가 가장 높은 득표율을 기록한 지역이 되었으며 유일하게 두 자릿수 이상의 득표율을 얻은 지역이 되었다.

### 주요 후보 결과
| 지역   | 이회창 | 이회창 | 노무현 | 노무현 | 권영길 | 권영길 |
| 지역   | 득표수 | 득표율 | 득표수 | 득표율 | 득표수 | 득표율 |
| ------ | ------ | ------ | ------ | ------ | ------ | ------ |
| 중구   | 65,005 | 57.72% | 35,523 | 31.54% | 11,481 | 10.19% |
| 남구   | 96,671 | 58.86% | 53,179 | 32.38% | 13,787 | 8.39%  |
| 동구   | 32,595 | 36.47% | 42,803 | 47.90% | 13,538 | 15.15% |
| 북구   | 25,163 | 43.20% | 19,950 | 34.25% | 12,903 | 22.15% |
| 울주군 | 48,303 | 58.97% | 27,129 | 33.12% | 6,077  | 7.42%  |

한나라당 이회창 후보가 동구를 제외한 나머지 4개의 지역에서 승리를 거두었다. 이회창 후보는 중구, 남구, 울주군에서 과반 이상의 득표율을 기록하면서 승리했고, 북구에서는 노무현 후보와 권영길 후보의 표가 갈리면서 신승을 거두었다.
새천년민주당 노무현 후보는 동구에서 승리를 거두었다. 노무현 후보가 울산 동구에서 영향력이 있는 현대그룹의 정몽준 후보와 단일화를 한 것이 동구에서의 승리의 원동력이 되었다. 또한 나머지 지역에서도 모두 30% 이상의 득표율을 기록하는 성과를 거두었다.
민주노동당 권영길 후보는 남구와 울주군에서는 한 자리수대 득표율에 머물렀지만 중구에서는 득표율 10%를 달성했다. 또한 공단지대가 많은 노동자 도시인 동구와 북구에서는 각각 15%, 22%대의 매우 높은 득표율을 기록하면서 이번 선거의 주요 후보들에 필적하는 성과를 얻어냈다.

## 같이 보기
- 대한민국 제16대 대통령 선거